# Museo de las Cortes de Cádiz
Museo Iconográfico e Histórico de las Cortes y Sitio de Cádiz. Hoy denominado Museo de las Cortes. Se trata de una pinacoteca histórica ubicada en la calle Santa Inés de Cádiz. Nace como referente dentro de los actos llevados a cabo en la ciudad para conmemorar el Centenario de la Constitución de 1812, la primera de la Historia de España.

## Historia
El Museo de las Cortes de Cádiz fue concebido como un elemento clave para los actos de celebración de la Cortes que dieron lugar a la Constitución del 12.
El entonces alcalde de la capital gaditana, Cayetano del Toro y Quartiellers, dentro de los actos de celebración del Centenario, promueve la compra en 1909 de dos fincas urbanas colindantes y avala personalmente, junto al Concejal García, su adquisición y obras de reforma para unificar ambas fincas, en lo que sería finalmente el Museo Iconográfico e Histórico de las Cortes y Sitio de Cádiz
Su inauguración transcurre el 5 de octubre de 1912, a cargo del Ministro de Instrucción Pública y Bellas Artes y con la asistencia de las misiones extraordinarias de las Repúblicas Hispanoamericanas, autoridades y representaciones de todas las clases que habían venido a Cádiz para las fiestas del Centenario de la Constitución de 1812. En un principio, acogió también a la Real Academia Hispano-Americana. Don Cayetano del Toro firma en el libro de honor del Museo de las Cortes con esta dedicatoria
La formación de este Museo es una gloria para quienes conservan en su alma el sentimiento de la patria y un remordimiento para los que dejaron llegar hasta la fecha de octubre de 1912 sin dedicar un recuerdo a los legisladores de Cádiz y a los defensores de la patria. 21 de Marzo de 1913. Cayetano del Toro
El museo fue el fruto de un esfuerzo constante, contra la resistencia de las dificultades económicas, políticas locales, y sobre todo, anímicas. El proyecto tuvo un precedente claro, cuatro años antes, cuando Del Toro decidió organizar la Velada Patriótica, para conmemorar el centenario de la Guerra de la Independencia, campaña en la que, entre otros gaditanos, participó su propio abuelo, don Cayetano del Toro Ariza. Una velada que trataba además de ir concienciando a la ciudad de la necesidad de estar preparada para las celebraciones del Centenario. Del Toro se dirigió a varias entidades locales y a los particulares, con el objetivo de que pudiesen aportar algún objeto interesante de aquellas fechas doceañistas. Cuando la Velada finalizó, muchos de aquellos materiales acabarían surtiendo a través de donaciones y depósitos, los fondos que nutrirían precisamente el nuevo museo. Por ejemplo, se conserva un penacho de sombrero del uniforme de Infantería de Línea de Voluntario Distinguido procedente de una donación de Cayetano del Toro y Quartiellers. Se desconoce si perteneció al uniforme de su abuelo aunque no puede descartarse que así fuera.
En 1947, la explosión accidental de un polvorín de la Armada en la capital gaditana, provoca graves daños al edificio, que se ve obligado a establecer su cierre hasta 1964. En este año se reabre con el actual nombre. En los años 80 y 90 del siglo XX sufrió diversas reformas para los actos del bicentenario que acaecieron en 2012 en Cádiz.

## Descripción

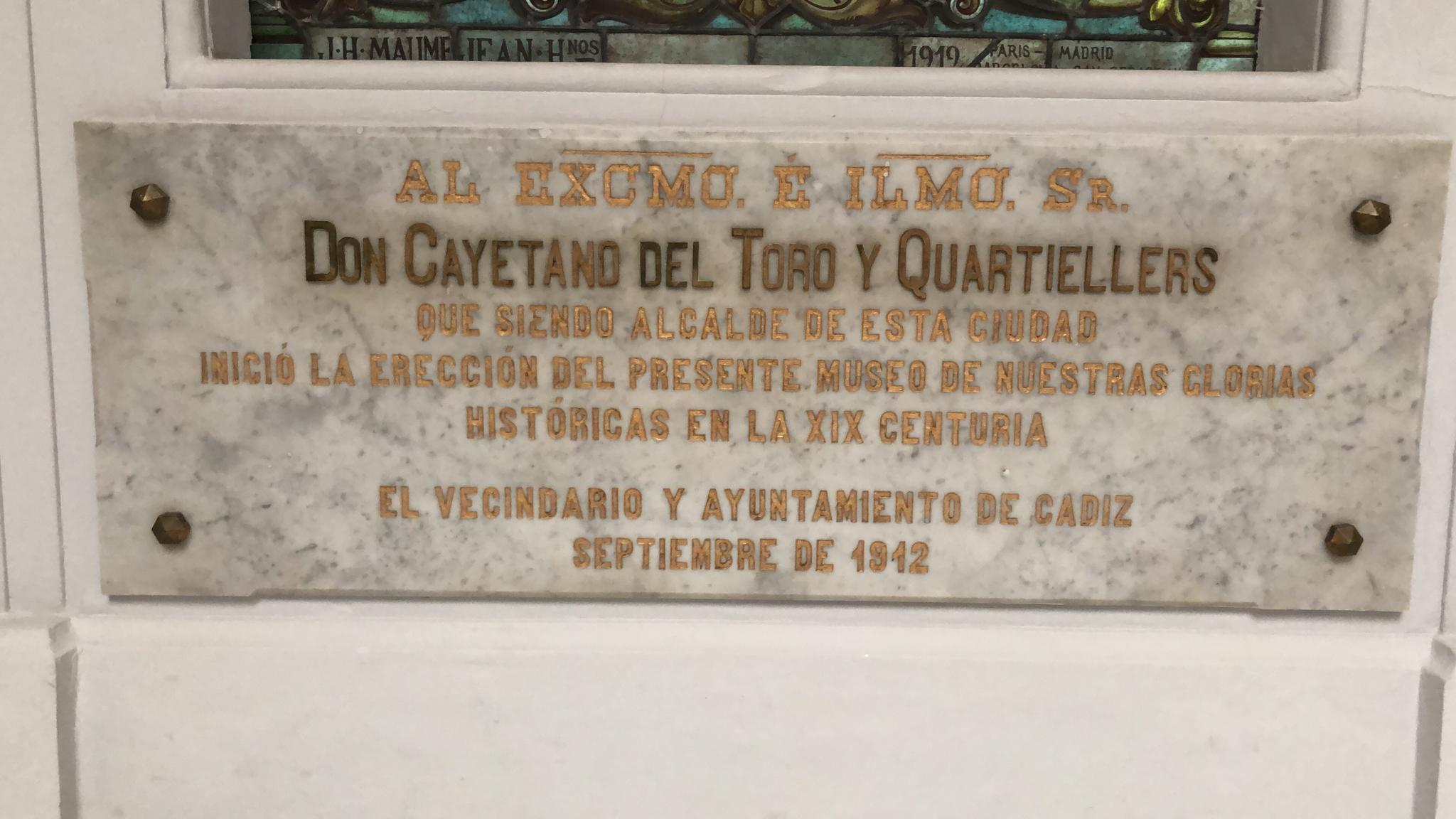
Placa a don Cayetano

El edificio fue diseñado por el arquitecto municipal Juan Cabrera Latorre. Un inmueble de inspiración neoclásica con una balconada de dos gigantescas columnas jónicas adosadas. Yuxtapuesto al Oratorio de San Felipe Neri. El museo dispone de tres plantas. Al fondo de las escalinatas, bajo una enorme vidriera cobijada por un marco de piedra bajo una bóveda, se aferra una placa de mármol que reza. Al Excelentísimo e Ilustrísimo Señor Don Cayetano del Toro y Quartiellers que siendo alcalde de Cádiz inició la dirección del presente museo de nuestras glorias históricas en la XIX centuria.
No se trata de sólo un museo dedicado en sentido estricto a la época constitucional doceañista, sino más bien un recorrido por la situación social, política y económica del Cádiz de los siglos XVIII y XIX. Existen varios tapices de Fernando VII, de Celestino Mutis, y otras celebridades de los referidos siglos, mapas y cartas marinas, medallas, banderas y varios bustos, entre los que se incluye Carlos II y al propio don Cayetano del Toro. Aunque en su interior, sin duda destacan

#### Maquetade la ciudad de Cádiz

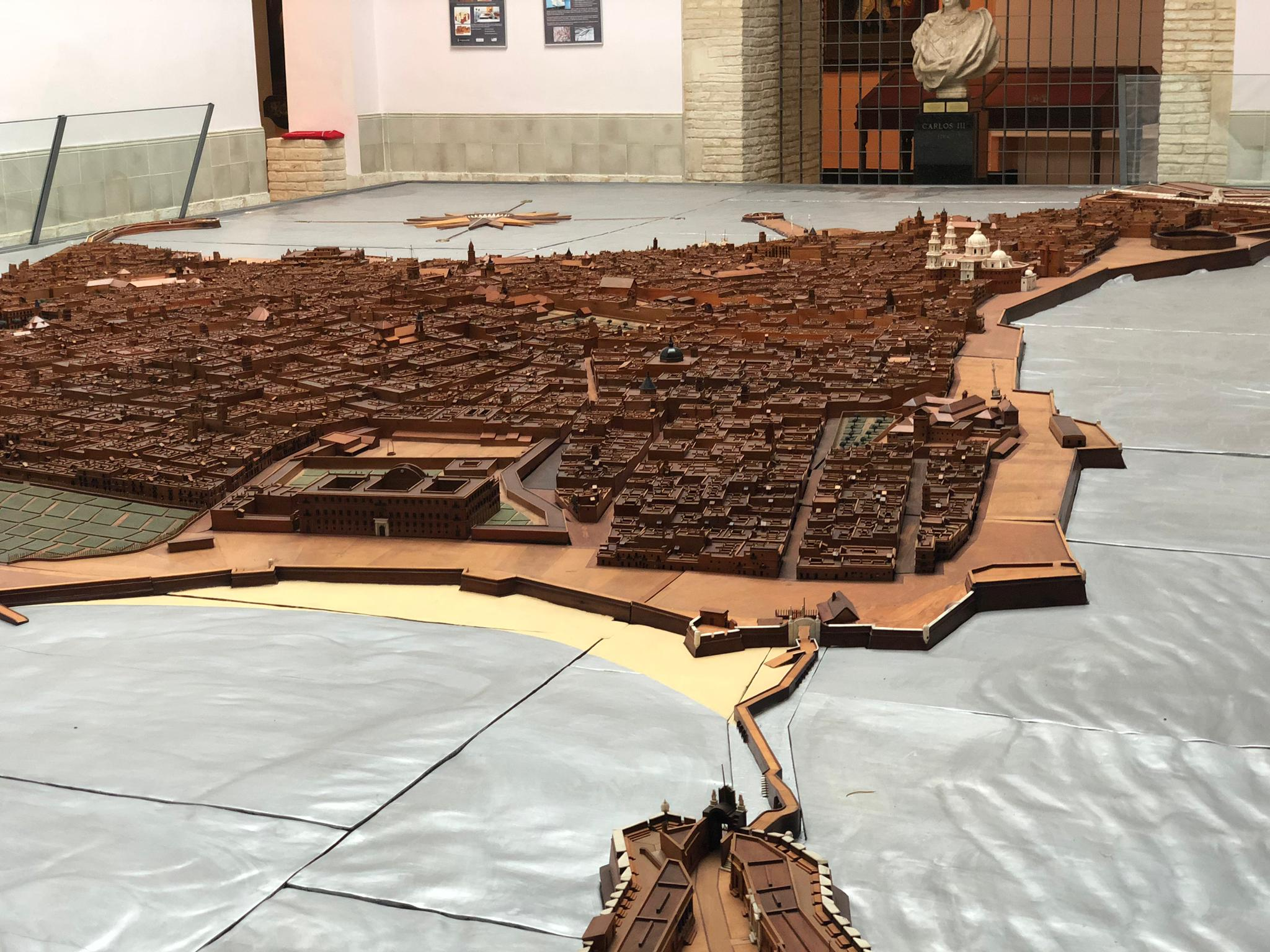
Maqueta Ciudad de Cádiz

Primera planta. Muestra una reproducción en madera de la ciudad de Cádiz a escala 1:250, tal como era en el último cuarto del siglo XVIII. Minuciosamente detallada. Con sus edificios, sus iglesias, murallas y fortalezas. Elaborado en madera y marfil y que ocupaba prácticamente toda la planta.  Fue encargado por Carlos III y ejecutado por un gran grupo de artesanos, bajo el mando del ingeniero militar Alfonso Ximénez

#### Promulgación de la Constitución de Cádiz
Obra de Salvador Viniegra, 1912. Sala principal. Representa a enorme tamaño la cuarta y última lectura del texto Constituyente doceañista. Lectura que tuvo lugar la tarde del 19 de marzo de 1812 en la Plaza de San Felipe. Donde se ponía en escena el acto de su proclamación solemne a viva voz, efectuada por el más antiguo de los cuatro reyes de armas, en presencia de autoridades y del pueblo soberano.
Tras complejas gestiones de don Cayetano se consiguió que el Estado adquiriese el cuadro y lo donara a la ciudad, convirtiéndolo en una de sus piezas más características y que acabarían siendo un símbolo de la ciudad. La obra estaba casi finalizada en 1911 por el afamado pintor, que pedía información a los descendientes en Cádiz de los personajes que debían aparecer en la escena para aproximarse lo más posible a lo que debía ser la escena. En junio de 1912, los periódicos de Madrid alababan el cuadro tras verlo terminado
El Diario de Cádiz de 25 de septiembre de 1912 relataba así los hechos:
EL CUADRO DE VINIEGRA COLOCADO EN EL MUSEO
Esta mañana ha tenido lugar la colocación en el Museo Iconográfico de la calle Santa Inés del cuadro de "La Proclamación de la Constitución de 1812", del laureado pintor gaditano Salvador Viniegra.
El hermoso lienzo fue descubierto al mediodía, apareciendo la pintura cubierta por un papel impermeable y engrasado a fin de que la obra no pudiera sufrir daño alguno. Seguidamente se procedió a fijar el cuadro por el restaurador del museo, Pedro González, bajo la dirección de Viniegra. A continuación se procedió a la colocación, utilizándose varios aparejos de fuerza pues el cuadro pesa 600 kilos. Cuando terminó la complicada operación, los asistentes dieron una enorme ovación al pintor Viniegra.
A la colocación del cuadro asistieron, entre otros, el alcalde, Ramón Rivas, y Cayetano del Toro. Cientos de personas desfilaron ya ayer para ver el extraordinario cuadro.
El acceso al Museo es de carácter gratuito.